# Шарль Луї де Монтеск'є
Шарль-Луї де Монтеск'є́  (фр. Charles-Louis de Secondat, Baron de La Brède et de Montesquieu; 18 січня 1689 — 10 лютого 1755, Париж) — французький правник, письменник і політичний мислитель.
Автор статей до «Енциклопедії, або Тлумачного словника наук, мистецтв та ремесел». Автор книг «Перські листи» і «Про дух законів».

## Біографія
Народився в аристократичній родині, отримавши ім'я і прізвище Шарль Луї Секонда́, барон де Ла Бред. Прізвище Монтеск'є, яке стало відоме на весь світ, він дістав у 1716 р. від свого рідного дядька, у якого не було дітей. Отримав Шарль від дядька в спадок і його майно: багато землі, будинки, посаду президента Бордоського парламенту, який у той час був судовим закладом.
З 10-ти років Шарль навчається в коледжі при монастирі в місті Жюльї, отримує гарну освіту. Опанував античну літературу, філософію, розібрався, що таке республіканське правління, політична свобода. Юриспруденцію почав вивчати самостійно, коли сім'я приймає рішення, що після смерті дядька посада президента парламенту в Бордо перейде Шарлю. Пізнання права, законодавства були тяжкою справою, але Монтеск'є досяг своєї мети. Він зайняв місце президента парламенту, одночасно працює в Бордоській академії, членом якої його обрали. В цей час зароджуються його головні політичні та правові ідеї, що викликали сенсацію в Європі.
У 1725 році барон переїжджає на постійне місце проживання в Париж. Стає членом Паризької академії. Згодом приймає рішення вирушити у подорож для вивчення обрядів, політики, права народів інших країн. Цей час займає три роки. У квітні 1731 р. Монтеск'є повертається в Париж. Друкуються і виходять у світ основні його роботи. Останні роки свого життя Монтеск'є провів у своєму замку в селі. Поети присвячували йому вірші, трактати. Селяни і паломники приходили з ним поспілкуватися, а то і просто побачити.
Був одружений. Мав двох доньок та сина.
Одного разу професора Ла Бомеля (який підтримував зв'язки з Монтеск'є, пропагував його роботи) заарештували і посадили в Бастилію. Монтеск'є поїхав виручати професора з біди за допомогою своїх впливових друзів. Ла Бомеля звільнили, але сам Монтеск'є застудився, захворів на запалення легенів і 10 лютого 1755 року помер. На похороні був його колега, вчений-енциклопедист Дені Дідро.
Могила Шарля-Луї де Монтеск'є не збереглася.
В працях та поглядах Монтеск'є представлено витоки лібералізму як державної ідеології, яку до нього розвивав англійський філософ Джон Локк, а пізніше — шотландський економіст Адам Сміт.
Монтеск'є, а також Жан-Жак Руссо (1712—†1778) і Джон Локк (1632—†1704) заклали основи ідеології сучасних форм представницької демократії. За «принципом Монтеск'є» влада в правовій державі поділяється на законодавчу (парламент), виконавчу (кабінет міністрів) і судову (верховний суд країни), король (президент) повинен очолювати виконавчу владу.
У фундаментальній праці «Про дух законів» Монтеск'є виклав суспільно-політичні погляди та вчення про державу та право, що принесло автору велику славу.

## Вчення про теорію суспільного договору
Основу вчення становить теорія суспільного договору, в цілому яка складається з вчення про походження і сутність держави. Монтеск'є вважав, що держава виникла історично, на певному етапі розвитку суспільства. За Монтеск'є природнє становище — це мирне життя людей в сім'ї. Ворожість між людьми виникає на більш пізньому етапі розвитку суспільства. Першим природнім законом він вважав закон миру. Суспільство неминуче зруйнується, якщо йому не буде притаманна справедливість. Саме тому теоретик наголошує на тому, що вираження волі всіх членів суспільства є необхідною умовою його існування. Вперше Монтеск'є розрізняє суспільство і державу, що до нього багатьма вченими та теоретиками прирівнювалось. Монтеск'є визначає державу як пізніший елемент історичного розвитку людства, існуванню держави передували природній стан людей, сім'я, суспільство героїчних часів, а також спільноти людей у боротьбі один з одним. Державі необхідно з´являтися саме тоді коли війну, яка виникла в людському суспільстві, не можливо зупинити без насильства.
Основна мета держави — вгамувати суперечності, що виникають між людьми в суспільстві, і спрямувати їх у річище правової форми розв'язання спорів між приватними особами, використовуючи спільну силу лише в тих випадках, коли окремі індивіди не бажають коритися встановленому правопорядку. Попри те, що держава виникає із стану війни, передумовою утворення держави є згода всіх людей стати її громадянами. Суспільний договір, за концепцією Монтеск'є, є не угодою, а лише передачею народом влади правителям, при цьому народ тільки делегує свою владу. Він може без згоди правителів змінити форму правління, якщо правителі зловживають одержаною владою і правлять тиранічно.
Нового тлумачення у вченні філософа знаходить і суспільний договір між народом та правителем. В розуміння Монтеск'є суспільний договір є не згодою, а наділенням правителя владою народу, де народ лиш делегує свою владу. Згода між народом та державою — це акт прийняття основних законів держави, які відносяться не до приватного, а до публічного права. Філософ, наголошує, що порушення таких законів дає право народу на повстання проти свавілля правителя.

## Поняття та види форм правління держави
Наявність в державному суспільстві права — це найважливіша ознака, яка відрізняє суспільство від інших форм розвитку людської спільноти. Основне завдання держави — змусити окремих членів суспільства виконувати закони, які є вираженням загального блага. Монтеск'є розрізняє державу як союз громадян та як союз посадових осіб. «Суспільство не може існувати без влади». Саме тому основну увагу у вченні про державу Монтеск'є приділяє проблемі форм правління і розподілу влади. Для класифікації форм правління філософ використовував два поняття: природу правління та принципи правління.
За формою правління держави поділяються на республіку, монархію та деспотію. При цьому республіка та монархія є найбільш сприятливими формами правління. Республіканська форма правління — вся верховна влада знаходиться в народу (демократія), або його частини (аристократія). Монархічна форма правління здійснюється однією людиною (монархом) за чітко встановленими та закріпленими законами. Деспотія — управління державою перебуває в руках однієї людини на основі свавілля та власного бажання, поза всякими законами і правилами.
За принципом правління Монтеск'є розумів «людські пристрасті», що спонукають людей діяти так, щоб суспільство та його структура мали стійке існування. В республіці такими принципами є доброчесність, як діяльна любов до вітчизни та рівність; в монархії — честь, як вигідні для правителя ідеали окремих осіб та суспільних груп; у деспотії — страх. При цьому Монтеск'є підкреслює, що держави занепадають при послабленні в них вищеперерахованих принципів.

## Філософські погляди про право. «Про дух законів»
У вченні Монтеск'є право — це те, що передує закону і визначає його. Право це вираження справедливості. Тільки справедливе може бути правом. Реалізація права відносно між людьми, зазначав Монтеск'є, можлива тільки тоді коли воно отримує загальнообов'язковий характер за допомогою держави, основна функція якої є законодавство на основі справедливості. Законодавство та держава є взаємопов'язаними та взаємообумовленими.
Розуміння закону, за Монтеск'є, це як людський розум, який керує усіма людьми. Саме тому, закони окремих народів, є не що більшим як окремими випадками застосування цього розуму. Значну увагу приділено дослідженню тих факторів, що утворюють «дух законів». Державою керують п'ять основних факторів: релігія, закони, звичаї, принципи правління, погляди. Ці фактори є взаємопов'язаними один з одним. Саме тому, Монтеск'є підкреслює, що законодавець в законотворчому процесі має враховувати «дух законів», тобто закони мають відповідати: властивостям народу, для якого вони встановлені (оскільки в окремих випадках ці закони можуть бути застосованими для іншого народу); природі і принципам правління; фізичним і моральним ознакам країни (клімату, масштабу, стилю життя народу, рівню свободи, релігії населення, обрядам і звичаям тощо.) Таким чином, вперше зазначені та виокремлені правоутворюючі чинники для національного законодавства.

## «Перські листи»
У 1721 році з'явився твір, який викликав справжню сенсацію. «Перські листи» вийшли під вигаданим прізвищем автора і друкувалися в Голландії, але його справжнє ім'я скоро стало широко відоме публіці. Книга відразу ж потрапила в ряд заборонених, що, втім, не заважало їй регулярно перездаватися за кордоном. У «Перських листах» Монтеск'є виступає від імені персів Узбека і Ріки, які подорожують по Європі. Він вклав в уста своїх героїв зухвалу критику політичного життя Франції. Саркастичні оцінки Людовика XIV, прозваного підлесниками королем-сонцем, засудження непривабливих придворних звичаїв, неприховане обурення автора політикою католицької церкви, котра переслідувала будь-який прояв інакомислення, забезпечили Монтеск'є незмінно захоплений прийом в світських салонах.
Книга справила загальну сенсацію і, попри заборону, розходилася у величезній кількості примірників, викликаючи самі суперечливі чутки. В один рік вона витримала вісім видань.

## «Загальний трактат про обов'язки»
Філософські позиції Монтеск'є були перехідними від деїзму до метафізичного матеріалізму. Він різко критикував теологію і церкву, хоча й визнавав роль релігії у підтриманні суспільної моралі. Будучи прихильником теорії природнього права, Монтеск'є, на відміну від теоретиків раціоналістичних концепцій, вважав неможливим побудувати на цій теорії універсальну систему суспільних законів, оскільки умови існування різних народів неоднакові. Відповідно до теорії суспільного договору Монтеск'є доводив, що держава є не продуктом Божої волі, а результатом свідомої діяльності людей. Держава виникає на певній стадії розвитку людського суспільства. Першим ступенем цього розвитку є природній стан, за якого люди мирно живуть у сім'ї. Дослідженню такого природнього стану Монтеск'є присвятив «Загальний трактат про обов'язки» (1725).

## Праці Монтеск'є
- «Про дух законів» (1748)
- «Міркування про систему ідей»
- «Дослідження про сутність хвороб»
- «Про причини відлуння»

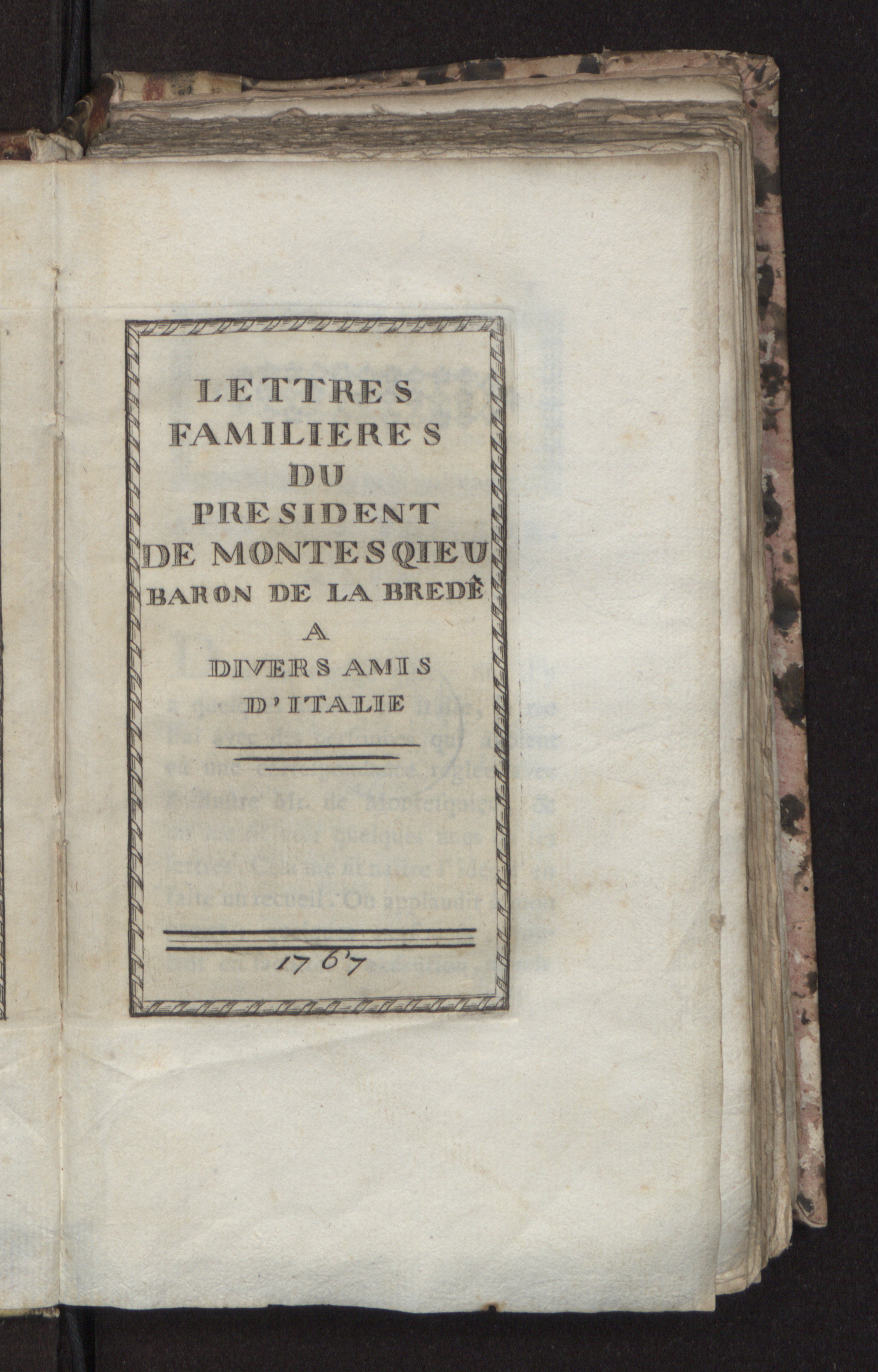
Lettres familieres a divers amis d'Italie, 1767

- «Про політику римлян в релігійній сфері»
- «Про тяжкість»
- «Про приливи і відливи»
- «Зауваження про природну історію»
- «Про прозорість тіл»
- «Про призначення ниркових залоз»